# Precious Okoronkwor
Precious Okoronkwor (* 19. Oktober 1996 in Lagos) ist eine nigerianische Weitspringerin.

## Sportliche Laufbahn
Erste internationale Erfahrungen sammelte Precious Okoronkwor bei den Jugendafrikameisterschaften 2013 in Warri, bei denen sie mit 11,48 m den fünften Platz im Dreisprung belegte. 2018 nahm sie im Weitsprung an den Commonwealth Games im australischen Gold Coast teil und schied dort mit 6,12 m in der Qualifikation aus. Im August belegte sie bei den Afrikameisterschaften im heimischen Asaba mit 6,09 m den fünften Platz.
2019 wurde Okoronkwor nigerianische Meisterin im Weitsprung.

## Persönliche Bestleistungen
- Weitsprung: 6,43 m (0,0 m/s), 15. Februar 2018 in Abuja